# Stor-Berlin

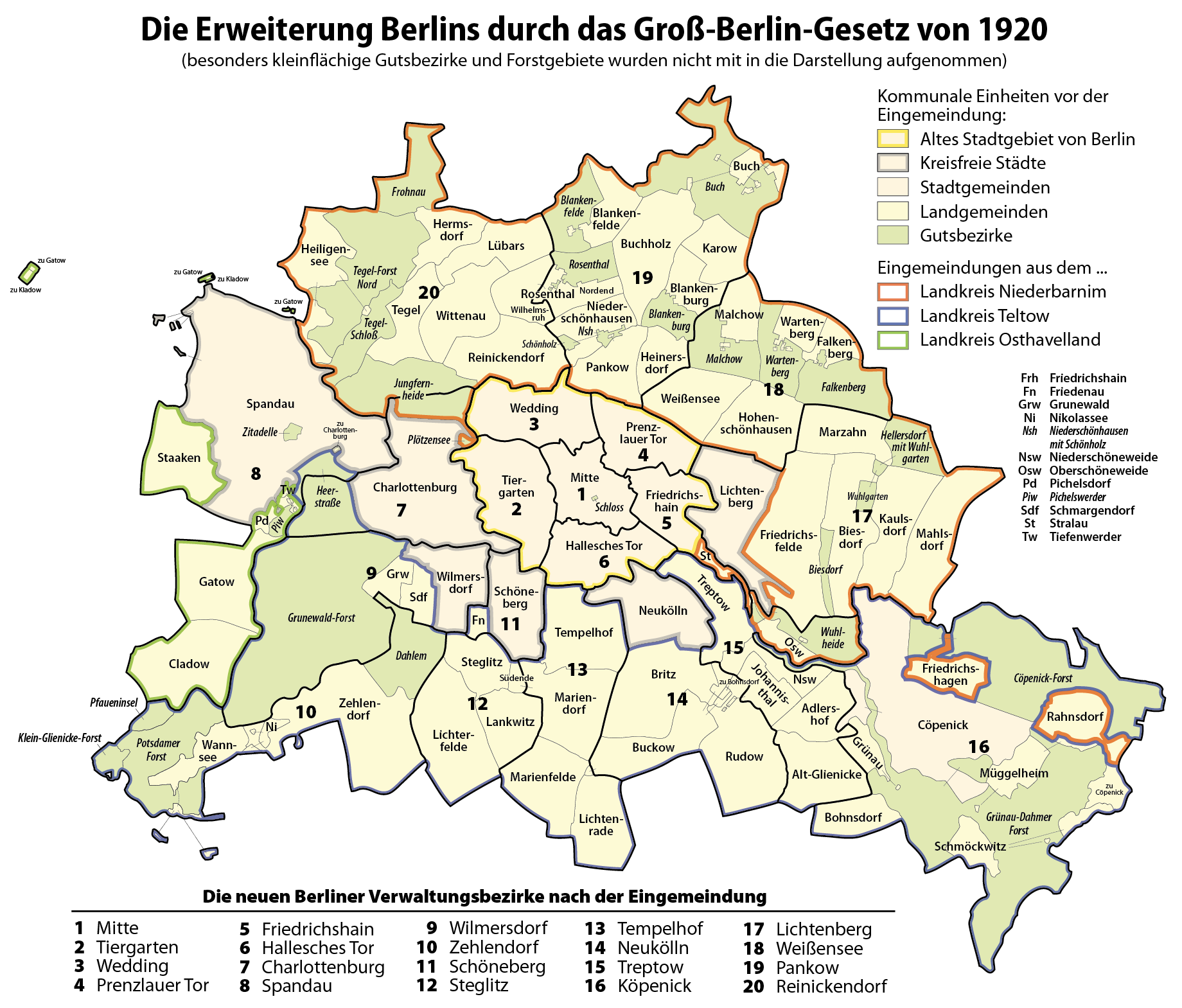

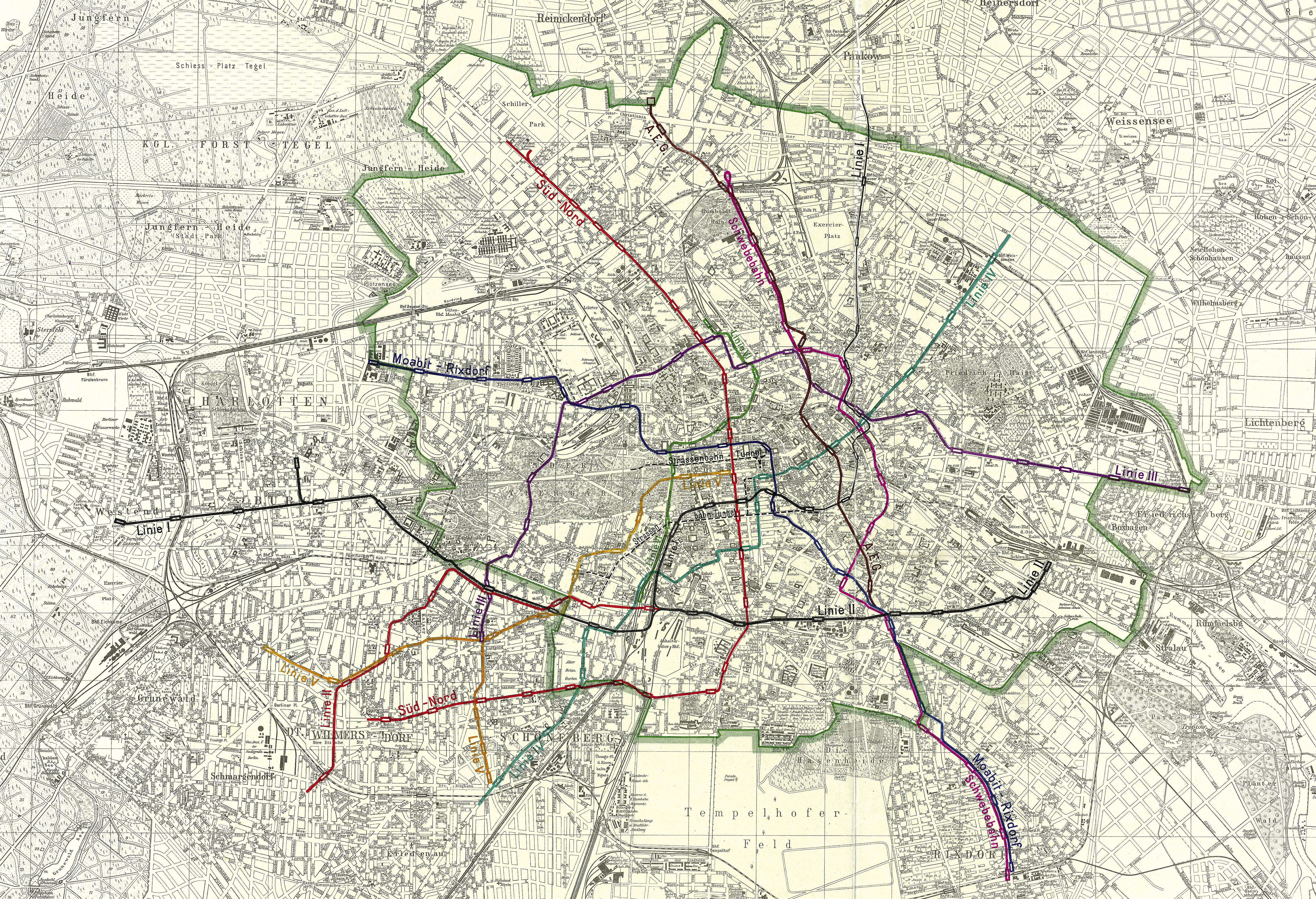
Karta över centrala Berlin. Den gröna linjen visar var Berlins stadsgräns gick före den 1 oktober 1920. Kartan visar planerade, men till största delen aldrig genomförda, tunnelbaneutbyggnader.

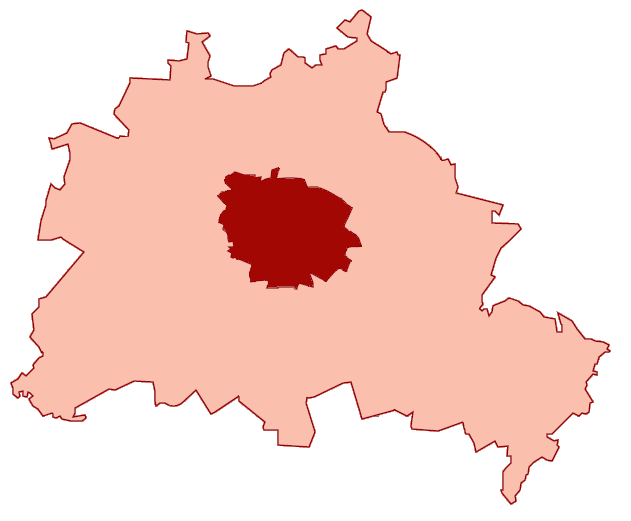
Staden Berlins område före 1920 markerat mörkrött på kartan över Stor-Berlin.

Stor-Berlin, (tyska: Groß-Berlin), är beteckningen för de administrativa gränser för staden Berlin som skapades den 1 oktober 1920 genom en sammanslagning av det ursprungliga Berlin med flera ytterområden, däribland de tidigare självständiga städerna Charlottenburg, Wilmersdorf, Schöneberg, Spandau, Lichtenberg, Neukölln och Köpenick.
Genom reformen fördubblades stadens befolkning från 1,9 miljoner med ytterligare 1,9 miljoner, varav 1,2 miljoner bodde i tidigare självständiga förstäder och 0,7 miljoner i tidigare omgivande landsortskommuner. Ytan ökade från 66 km² till 878 km². Staden blev därigenom under Weimarrepubliken världens tredje största stad till befolkningen, efter London (7,3 miljoner) och New York (5,6 miljoner), samt den näst största till ytan. Berlins stadsslott, som av historiska skäl under kungadömet och kejsardömet haft en särställning som självständigt godsdistrikt, blev nu också en integrerad del av den omgivande staden Berlin.
20 stadsdelsområden (Verwaltungsbezirke) skapades vid reformen. 1990 hade dessa 20 stadsdelsområden blivit 23 till antalet.
- Ur det gamla Berlin ("Alt-Berlin") skapades områdena Mitte, Tiergarten, Wedding, Prenzlauer Berg, Kreuzberg och Friedrichshain
- Ur de tidigare självständiga städerna skapades områdena Charlottenburg, Spandau, Wilmersdorf, Schöneberg, Neukölln, Köpenick och Lichtenberg
- Nya områden var Pankow, Reinickendorf, Steglitz, Zehlendorf, Tempelhof, Treptow och Weissensee

Begreppet används numera sällan. 2001 skedde en förvaltningsreform där tolv Bezirke bildades genom att flera av de då 23 existerande stadsdelsområdena slogs samman.